# Štrepci
Štrepci är en ort i Bosnien och Hercegovina.   Den ligger i distriktet Brčko, i den nordöstra delen av landet, 100 km norr om huvudstaden Sarajevo. Štrepci ligger 246 meter över havet och antalet invånare är 861.
Terrängen runt Štrepci är kuperad åt sydväst, men åt nordost är den platt. Närmaste större samhälle är Brčko, 16,3 km nordost om Štrepci. 
Omgivningarna runt Štrepci är en mosaik av jordbruksmark och naturlig växtlighet. Runt Štrepci är det ganska tätbefolkat, med 100 invånare per kvadratkilometer.